# Eublemma cochylioides
Eublemma cochylioides is een vlinder van de familie van de spinneruilen (Erebidae). De wetenschappelijke naam van deze soort is voor het eerst voorgesteld als Micra cochylioides door Achille Guenée in een publicatie uit 1852.

## Verspreiding
De soort komt voor in:
- het Palearctisch gebied waaronder Frankrijk (vasteland en Corsica), Portugal, Spanje (vasteland, de Balearen, de Canarische Eilanden), Italië (vasteland, Sardinië, Sicilië), Griekenland (vasteland, Kreta), Cyprus, Marokko, Algerije, Tunesië, Egypte, Turkije, Syrië, Libanon, Israël, Jordanië, Iran, Mongolië en Japan
- het Afrotropisch gebied waaronder de Westelijke Sahara, Kaapverdië, Mauritanië, Gambia, Burkina Faso, Niger, Soedan, Ethiopië, Somalië, Ghana, Togo, Nigeria, Gabon, Kenia, Tanzania, Angola, Malawi, Namibië, Botswana, Zimbabwe, Zuid-Afrika, Eswatini, Madagaskar, Réunion, Mauritius, de Malediven, Saudi-Arabië, Bahrein, de Verenigde Arabische Emiraten en Jemen,
- het Oriëntaals gebied waaronder India, Sri Lanka, de Andamanen, Taiwan, Hongkong, Maleisië en Singapore
- het Australaziatisch gebied waaronder Australië, Fiji en Tonga.

## Waardplanten
De rups leeft op Lactuca sp. (Asteraceae), Prenanthes sp. (Asteraceae) en Vigna sp. (Fabaceae).